# Груди Атанасов
Груди Атанасов Димитров (Цвятко) е български учител, политик от БКП, партизански деец и офицер от БНА.
Участник в комунистическото съпротивително движение по време на Втората световна война и партизанин от Партизански отряд „Август Попов“. Командир на Девета Шуменска въстаническа оперативна зона на Народоосвободителната въстаническа армия (НОВА).

## Биография

### Произход, образование и младежки години
Груди Атанасов е роден на 30 април 1909 г. в поповското село Аязлар. Произхожда от бедно селско семейство. Баща му и майка му са безпартийни. Има брат, бивш полицай, жандармерист и участник в разстрелването на партизани, за което е осъден от Народния съд и друг такъв, който е член на БКП, партизанин и офицер от БНА.
Включва се в марксистко-ленинските кръжоци още като ученик в гимназията (1923 – 1929), където от 1928 година е член на БКМС. Участва в изграждането на младежката комунистическа организация в селото (1929 – 1930). През 1932 г. следва висше образование в Учителския институт в Шумен и се включва в редовете на БКП (т.с.) от 1931 година. Става секретар на комсомолската група в института. След завършване работи като учител в дряновското село Царева ливада и за кратко е секретар на РК на БКП (т.с.). Взема активно участие и в борбите на учителската профопозиция. От юни 1933 г. е арестуван след провала на Окръжната организация на партията в Габрово, за което е осъден на 5-годишен затвор. Излежава присъдата в затворите в град Търново, Плевен, Шумен и Сливен. През 1937 г. е пуснат на свобода. След още един провал е осъден на 7 години затвор, но към края на 1939 г. ЦК на партията го изпраща обратно в Шумен.
През 1937 – 1938 и 1942 – 1941 г. е секретар на ОК на БРП (т.с.) в град Шумен, след това командир на Девета Шуменска въстаническа оперативна зона на т. нар. НОВА. Участва в Съпротивителното движение по време на Втора световна война срещу Нацистка Германия (1944), за което е осъждан на смърт по Закона за защита на държавата (ЗЗД).

### Дипломатическа и политическа дейност
След 9 септември 1944 г. е първи секретар и член на Областния комитет (ОБ) на БРП (к.) в град Варна (тогава наречен Сталин). През януари – август 1948 г. е заместник-министър на просветата, а след това до 1950 г. председател на Контролната комисия при ЦК на БКП. Преди това неин подпредседател. Между 1973 и 1976 г. е заместник-председател на Народното събрание (1973 – 1976)  и член на Централния комитет (ЦК) на БКП (от 1943 до 7 октомври 1950 г. и от 2 юни 1958 до 2 април 1976 г.). От 1967 до 1972 г. е заместник-председател на Националния съвет на ОФ. Последно Атанасов работи като посланик на Народна република България в Албания (1957 – 1959) и Югославия (1959 – 1967). От 1972 до 1973 г. е председател на Националния комитет за защита на мира. Народен представител в VI ВНС, I, II, V и VI народни събрания.
Груди Атанасов умира през 1990 г. в София.

## Награди
Награден е със званието „Герой на Народна република България“ и Орден „Георги Димитров“ (Указ№ 977 от 1989). Почетен гражданин на Попово от 1979 г.

## Творчество
Автор е на мемоарната книга „По избрания път“, Спомени, Партиздат, С., 1986 г.